# Kestrel (raketmotor)

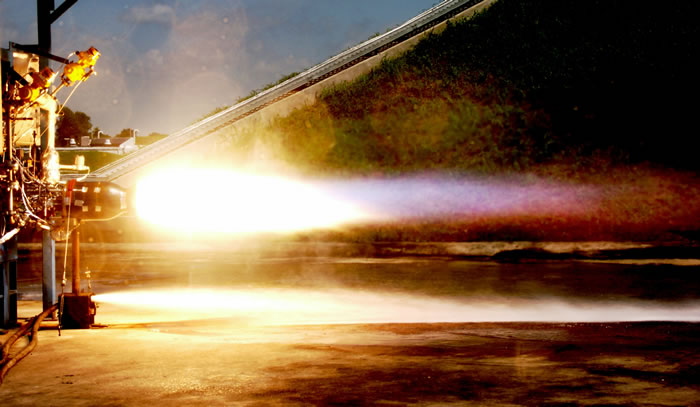
Kestrel motortest

Kestrel var en flytande syre/RP-1 tryckmatad raketmotor. Kestrelmotorn utvecklades under början av 2000-talet av SpaceX för andra steget på företagets Falcon 1-raket.
Kestrelmotorn tillverkas inte längre och den gjorde sin sista Falcon 1-flygning den 14 juli 2009.